# 梅林寺 (対馬市)
梅林寺（ばいりんじ）は、長崎県対馬市美津島町にある曹洞宗の寺院である。

## 歴史
由緒によると、538年に仏像と経巻を献上した百済からの使節が近くの浦に滞在した際、仮堂を設けてそれらを安置した。その後、仮堂のあった場所に一寺を建てたのが起源で、寺号不明ながら日本最古の寺ともいわれる。嘉吉年間（15世紀中葉）には梅林寺とよばれていた。

## 文化財
- 誕生仏 - 銅製、高さ10.6cm、統一新羅時代末期、9世紀。対馬市有形文化財。
- 大般若経579帖 - 東福寺版、南北朝時代、14世紀[1][2]。

### 窃盗事件

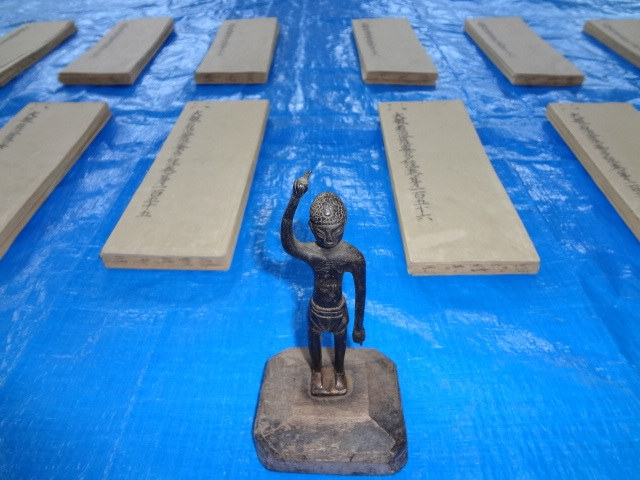
摘発された仏像と経典

2014年11月24日、寺の保管庫から上記の誕生仏と大般若経360巻（総額約1億1千万円相当）を盗み、韓国に密輸しようとしたとして、韓国人の男5人が逮捕された。この内、容疑を認めた2人は「対馬には仏像を盗みに来た。日本の仏像は売れば金になる」という趣旨の供述をしているが、盗まれた経典の一部は保管庫に侵入する際に使用したとみられるバールと一緒に捨てられた状態で見つかった。